# Маркеза д’Астарак
Маркеза (ум. 1191) — графиня Астарака с 1176/82.
Дочь графа Боэмона д’Астарака (ум. 1176 или позже) и его жены Руж де Марсан.
После смерти старшей сестры, Марии (1174/75) стала главной наследницей отца.
В 1170-е гг. вышла замуж за испанского дворянина Химено (Jimeno, Ximeno) (фр. Эйземен). Его происхождение не выяснено. Он дважды упоминается с титулом графа Астарака («Eisemen comite Astaracensi») — в 1182 и 1187 годах.
В документе 1191 года графиней Астарака указана Маркеза: «Marquesa comitissa Astaracensis et Benetris soror eius».
Её младшая сестра Беатрикс вышла замуж за Родриго Хименеса — сына вышеупомянутого Химено от первой жены. Они унаследовали графство Астарак после смерти Маркезы. «Rodericus comes Astaracensi» упоминается в хартии 1191 года.
Возможно, Маркеза и Беатрикс правили одновременно: каждая своей частью графства.
У Маркезы была ещё одна сестра — Бонефама. Она прижизненно упоминается в единственном документе, датированном 1172 годом.